# Cerro Patiño

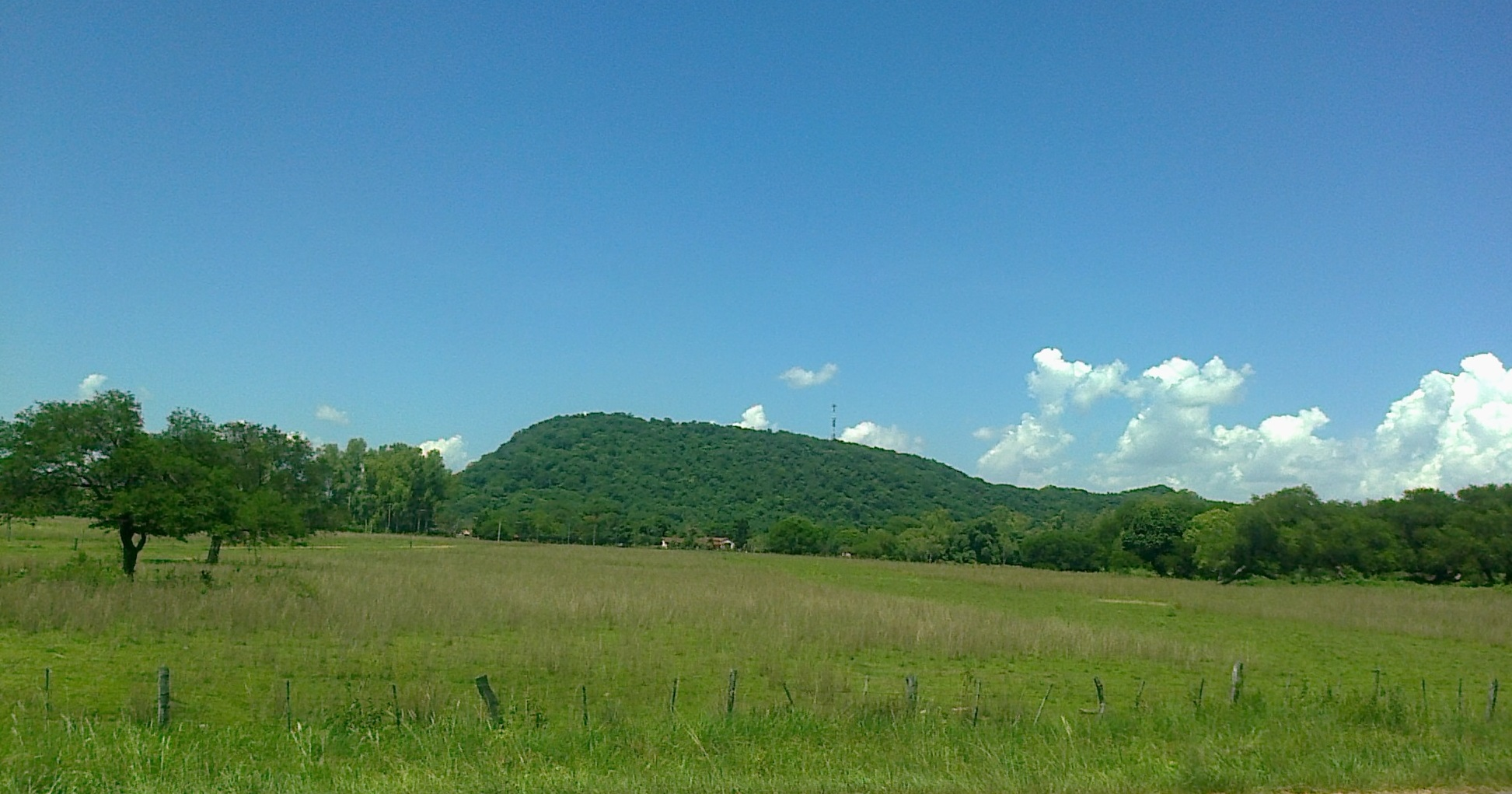
Vista del cerro.

El Cerro Patiño es un montículo situado en el noreste del Departamento Central de la República del Paraguay perteneciente a la planicie del Ybytypanemá. Se encuentra en la jurisdicción del municipio de la Ciudad de Itauguá en la compañía del mismo nombre. Su cota es de 247 metros sobre el nivel del mar, y constituye un importante remanente de la cobertura boscosa del departamento. 
Aunque degradadas, posee una fauna y flora estrechamente relacionada al ecosistema del lago Ypacaraí. Ideal para campamentos, senderismo y otras actividades al aire libre.
Ubicación
-25.351136,-57.355635
- Datos: Q5763173